# Mouřínov
Obec Mouřínov (německy: Morein) se nachází v okrese Vyškov v Jihomoravském kraji. Žije zde 483 obyvatel.

## Název
Jméno vesnice bylo odvozeno od osobního jména Múřín, které bylo totožné s obecným muřín - "černoch". Význam místního jména byl "Múřínův majetek". Německé jméno vsi vzniklo z českého.

## Historie

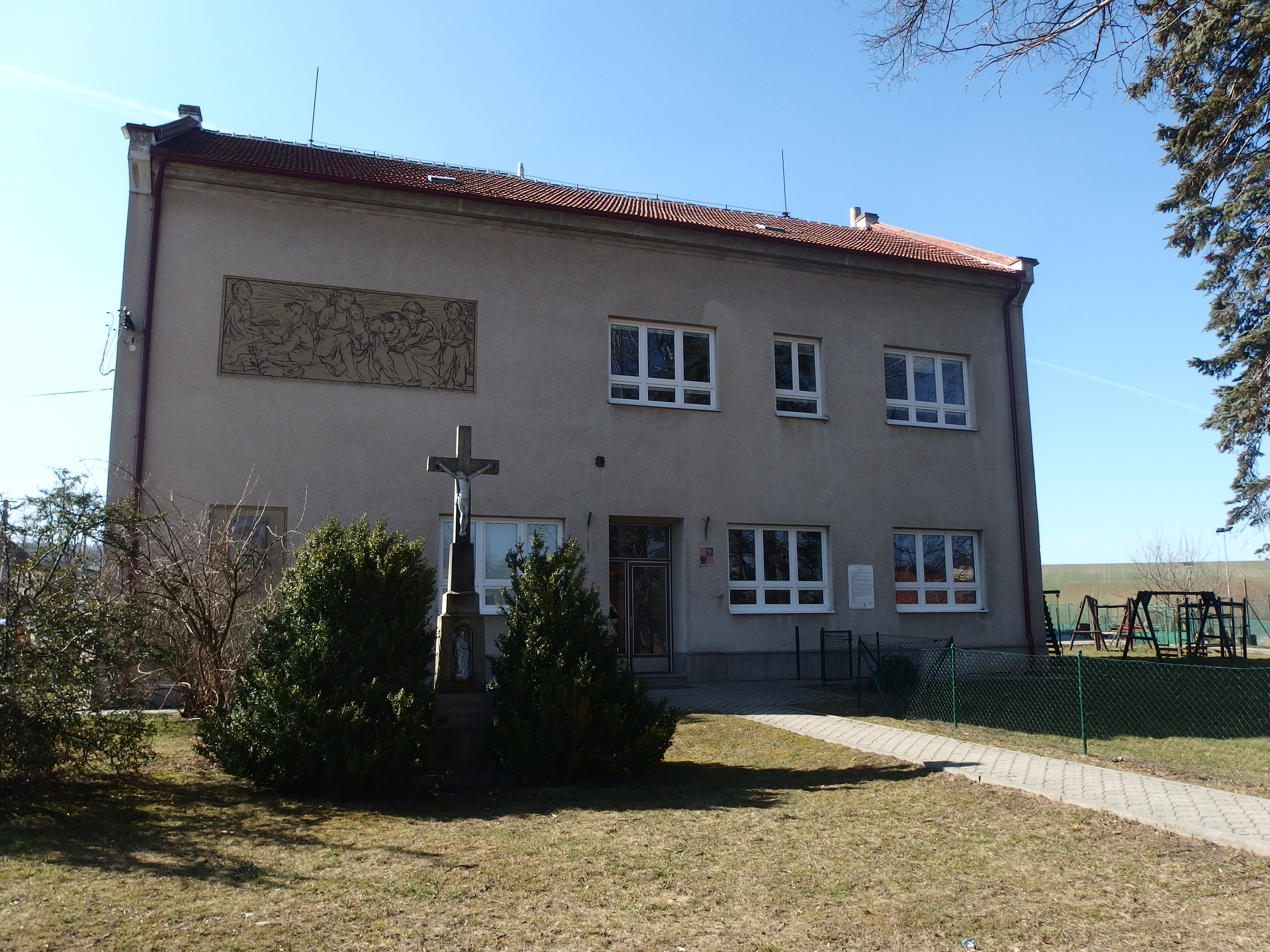
Mouřínovská škola (2015)

První písemná zmínka o obci pochází z roku 1381.
Od roku 1850 byl Mouřínov samostatnou obcí. K 1. lednu 1986 se stal součástí města Bučovice. Opětovně se osamostatnil 1. ledna 2000.

## Obyvatelstvo

### Struktura
V obci k počátku roku 2016 žilo celkem 455 obyvatel. Z nich bylo 228 mužů a 227 žen. Průměrný věk obyvatel obce dosahoval 41,3 % let. Dle Sčítání lidu, domů a bytů, provedeného v roce 2011, žilo v obci 419 lidí. Nejvíce z nich bylo (16,5 %) obyvatel ve věku od 20 do 29  let. Děti do 14 let věku tvořily 10,7 % obyvatel a senioři nad 70 let úhrnem 7,9 %. Z celkem 374 občanů obce starších 15 let mělo vzdělání 39,8 % střední vč. vyučení (bez maturity). Počet vysokoškoláků dosahoval 4,8 % a bez vzdělání bylo naopak 0,5 % obyvatel.
Z cenzu dále vyplývá, že ve městě žilo 193 ekonomicky aktivních občanů. Celkem 85 % z nich se řadilo mezi zaměstnané, z nichž 73,6 % patřilo mezi zaměstnance, 1,6 % k zaměstnavatelům a zbytek pracoval na vlastní účet. Oproti tomu celých 50,1 % občanů nebylo ekonomicky aktivní (to jsou například nepracující důchodci či žáci, studenti nebo učni) a zbytek svou ekonomickou aktivitu uvést nechtěl.
Úhrnem 215 obyvatel obce (což je 51,3 %), se hlásilo k české národnosti. Dále 75 obyvatel bylo Moravanů a 3 Slováků. Celých 224 obyvatel obce však svou národnost neuvedlo.
Vývoj počtu obyvatel za celou obec i za jeho jednotlivé části uvádí tabulka níže, ve které se zobrazuje i příslušnost jednotlivých částí k obci či následné odtržení.
| Místní části   | Místní části  | 1869 | 1880 | 1890 | 1900 | 1910 | 1921 | 1930 | 1950 | 1961 | 1970 | 1980 | 1991 | 2001 | 2011 | 2021 |
| -------------- | ------------- | ---- | ---- | ---- | ---- | ---- | ---- | ---- | ---- | ---- | ---- | ---- | ---- | ---- | ---- | ---- |
| Počet obyvatel | část Mouřínov | 630  | 683  | 698  | 735  | 820  | 808  | 794  | 708  | 727  | 643  | 523  | 493  | 467  | 419  | 462  |
| Počet domů     | část Mouřínov | 121  | 135  | 145  | 151  | 161  | 160  | 175  | 186  | 182  | 179  | 160  | 176  | 183  | 192  | 191  |

### Náboženský život
Obec je sídlem římskokatolické farnosti Bučovice. Ta je součástí slavkovského děkanství – Brněnské diecéze v Moravské provincii. Farním kostelem je kostel Nanebevzetí Panny Marie. Místním knězem je ThLic. ICLic. Maxmilián Vladimír Filo, OPraem., farář. Při censu prováděném v roce 2011 se 85 obyvatel obce (20 %) označilo za věřící. Z tohoto počtu se 56 hlásilo k církvi či náboženské obci, a sice 50 obyvatel k římskokatolické církvi (12 % ze všech obyvatel obce). Úhrnem 110 obyvatel se označilo bez náboženské víry a 224 lidí odmítlo na otázku své náboženské víry odpovědět.

## Pamětihodnosti
- Busta T. G. Masaryka
- Přírodní rezervace Šévy
- Přírodní památka Hrubá louka